# 猪股洋文
猪股 洋文（いのまた ひろぶみ、1952年3月28日 - ）は、日本の政治家。元宮城県加美郡加美町長（3期）。

## 来歴
宮城県加美郡中新田町（現・加美町）出身。加美町立中新田中学校、宮城県古川高等学校、ユタ大学政治学部卒業。宮城県庁に奉職。県職員時代、2年8か月、韓国のソウルに駐在した。
2007年の加美町長選挙に宮城県職員を退職して出馬。新人5名中2位得票となるものの、1位だった佐藤澄男が法定得票を満たさなかったため、再選挙となり、最下位得票だった1名を除く4名が再出馬する中で、佐藤にわずかな差で敗れ落選。その後、社会福祉法人の役員となる。
2011年の町長選挙に出馬し、現職の佐藤を下して初当選。
2015年の町長選挙に出馬し、無投票で再選。
2019年の町長選挙に出馬し、無所属新人を下して当選。
2023年（令和5年）5月、2020年3月に町長権限で結んだ合同会社JRE宮城加美と加美町との町有地の地上権設定契約について、町にとって一方的に不利な条件となっているとし、住民監査請求が行われたが、町の監査委員は「将来的に損害が生じる可能性が高いと判断するのは現時点で困難で、請求要件を満たさない」として請求を却下。
2023年（令和5年）6月、町長権限で結んだ加美町と事業者との土地利用についての契約は、事故などが起きた際に十分な費用を事業者に請求するのが難しい内容であり、住民の安全な生活を守ることが困難になるなどとして地元の住民グループが猪股町長に対し、土地使用の差し止めを求める訴えを起こしたことが報道された。
2023年（令和5年）8月の町長選挙に出馬したが、町内の風力発電所建設計画の白紙撤回を訴えた元衆議院議員の石山敬貴に敗れ落選。